# Joseph Grimond

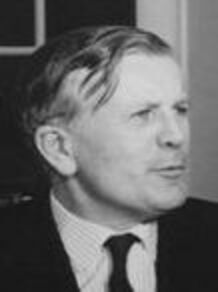
Jo Grimond (1963)

Joseph „Jo“ Grimond, Baron Grimond CH, CBE, PC (* 29. Juli 1913 in St Andrews; † 24. Oktober 1993 in Kirkwall) war ein britischer Politiker.
Er war Sohn von Helen Lydia Grimond (geborene Richardson) und dem Jutefabrikanten Joseph Bowman Grimond. Sein Vater starb 1928. Grimond studierte dank eines Brackenbury-Stipendiums in Eton und am Balliol College, Oxford. Seine Fächer waren Rechts-, Staats- und Wirtschaftswissenschaften sowie Philosophie. Robert Birley gehörte zu seinen Lehrern. Er machte 1935 einen Abschluss als Barrister, wurde 1937 als Anwalt zugelassen.
Er diente im Zweiten Weltkrieg, zuletzt als Major im Generalstab. Für die europäische Zentrale der UNRRA war er 1947 Personalchef. 1948 fungierte er als Sekretär des National Trust for Scotland. 1967 wurde er Direktor des Guardian.
Nach einer anfänglichen Wahlniederlage 1945 wurde er durchgängig von 1950 bis 1992 für den Wahlkreis Orkney and Shetland ins Parlament gewählt. Er war der Whip der Liberal Party von 1951 bis 1957, von 1956 bis 1967 ihr Vorsitzender, letzteres als Nachfolger von Clement Davies. Er setzte sich für einen Beitritt Großbritanniens zur EWG ein, kritisierte die alliierte Suez-Intervention und die britische nukleare Aufrüstung, und stritt für mehr staatliches Engagement im Sozial- und Bildungswesen. Übergangsweise übernahm er 1976 nochmal die Parteiführung, nach dem Rücktritt von Jeremy Thorpe, bis David Steel das Amt übernahm.
Unter Grimonds Führung konnten die Liberals 1959 die Zahl ihrer Wählerstimmen verdoppeln. Im britischen Mehrheitswahlrecht brachten sie es damit aber nur auf sechs Sitze im Parlament. 1964 waren es neun, 1966 zwölf Mandate. Grimond war mit der Rate der Zugewinne unzufrieden, weswegen er das Amt der Parteiführung niederlegte. Er hatte versucht die Liberal Party zwischen den Konservativen und Labour zu positionieren, erlebte aber die Neuausrichtung von Labour zur Mitte, die mit erheblichen Stimmengewinnen seitens derer einherging.
1938 heiratete er Laura Miranda, Tochter von Violet Bonham-Carter, die ihn auf die Lehren Herbert Henry Asquiths, ihres Großvaters, einschwor. Er hatte vier Kinder. 1983 wurde er als Baron Grimond, of Firth in the County of Orkney, zum Life Peer erhoben, und saß fortan im Oberhaus. Grimond starb 1993, inzwischen taub, zuhause an einem Schlaganfall.

## Schriften
- The Liberal Future. Faber & Faber, London 1959.
- The Liberal Challenge. Hollis & Carter, London 1963.
- The Common Welfare. Temple Smith, London 1978.
- Memoirs. Heinemann, London 1979, ISBN 0-434-30600-2.
- A Personal Manifesto. Martin Robertson, Oxford 1983, ISBN 0-85520-678-0.
- Highlands and Islands. In: Julian Critchley (Hrsg.): Britain. A view from Westminster. Blandford Press, Poole u. a. 1986, ISBN 0-7137-1679-7, S. 9–26.
- The St. Andrews of Jo Grimond. Alan Sutton, Stroud 1992, ISBN 0-7509-0207-8.